# 판타가
판타가(영어: fantaga)는 악곡의 형식이다. 모방 대위법적인 푸가(이탈리아어: Fuga)와 자유로운 판타지(영어: Fantasy)를 합한 말로 엄대호가 창시하였다.

## 특징
기존 푸가와 다른 점은 모방과 전개에서 형식이 자유로운 곡이 삽입되고 경과구를 거쳐 재현부로 나와서 곡을 끝맺는다.

## 역사

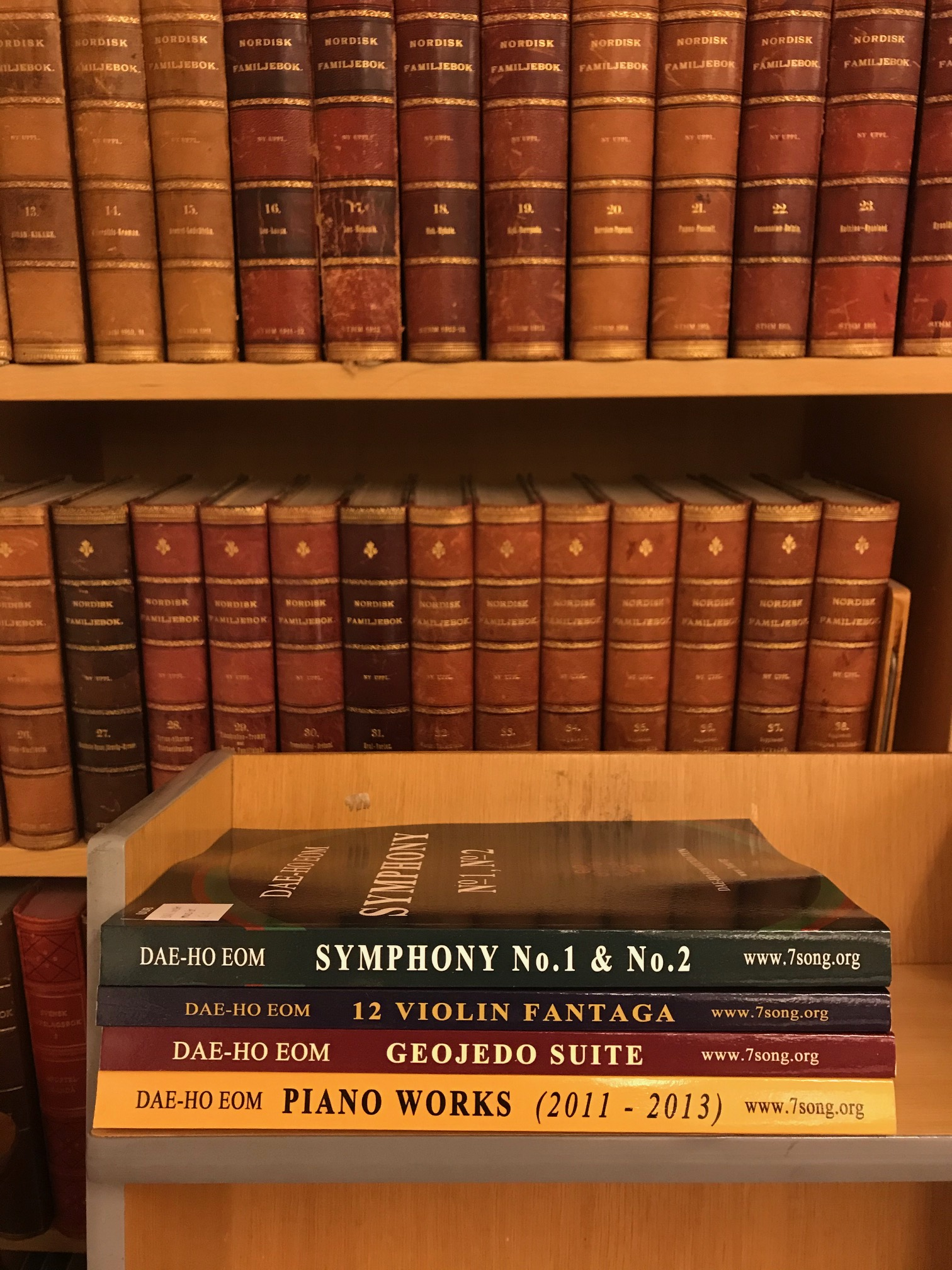
《12 Violin Fantaga》 -최초의 판타가 ,스웨덴 웁살라 대학교 특별 전시 중

최초의 판타가는 2008년《12 Violin Fantaga》이다. 12개의 판타가에는 론도, 소나타, 민속 음악, 재즈, 변주곡 등이 사용되었고, 1번 곡이 사단조로 시작하여 완전 4도씩 상승, 12번 곡은 라단조로 끝맺는다. 2009년의 3악장으로 구성된 실내악 《Trio Fantaga》, 2021년의 성악곡《Fantaga on the theme of Korean folk song “Lullaby”》, 2022년의 성악곡《Fantaga on the theme of Jeongseon Arirang》이 서울시립대 교수, 바리톤 전기홍과 피아니스트 유지혜의 초연으로 발표되었다.National Association of Composers/USA: Newsletter 2022년 11월

## 음악평
“엄대호 작곡가의 새로운 시도는 세계 음악계에 큰 자극을 주고 있다. 그가 새로 창안한 새로운 양식 <Fantaga>는 작곡가라면 한 번쯤 시도해 볼 만한 획기적인 양식이다. 특히 그의 깊은 신앙심과 경건한 정신은 그의 음악에 잘 녹아있다. 그는 아직 젊은 작곡가이다. 그러기에 우리는 그의 활동을 눈여겨 주목하고 있다.” -전인평 (중앙대 명예교수)
“《12 Violin Fantaga》는 단조 풍의 조 순환을 이루며 두 성부가 얽혀 특이한 리듬으로 발전한다. 특히 바이올린과 피아노 앙상블에서 푸가 주제의 내적 결합이 확고하다. 곡 중심부는 3성과 4성이 교차하고 감7도 코드가 혼합된 화음이 마치 꿈속에서 영혼의 절규와 같은 절정감을 느끼게 한다. 네 겹의 스트레토와 푸가의 스트레토가 마찰을 준 7번은 판타가의 특성이 독창적이고 주관적인 감정 표현의 극치를 이룬 곡이다.” -정순영 (음악평론가)
"《Fantaga on the theme of Korean folk song -Lullaby》는 현대음악 기법에 민요의 선율 구조가 조화로운 작품으로 현대 예술가곡을 한 단계 끌어올리는 작품이다." -양미지 (음악 박사)
"《정선아리랑 주제에 의한 판타가(Fantaga)》는 정선아리랑을 소재로 다루며 푸가와 판타지를 합한 판타가 양식(엄대호 창시)으로 풀어간 곡인데 노래(바리톤 전기홍)와 피아노(유지혜)는 빠르지 않고 사려 깊은 유연성으로 피상적인 강조보다 내적인 강렬함에 치중하여 판타가의 특유성이 잘 드러난 연주였다." -정순영 (음악평론가)